# Cardanus laevigatus
Cardanus laevigatus es una especie de coleóptero de la familia Lucanidae.

## Distribución geográfica
Habita en Filipinas  y Nueva Guinea.